# Acacia sibina
Acacia sibina — вид квіткових рослин з родини бобових. Ареал: Австралія (Західна Австралія).

## Середовище
Рослина часто розташована на рівнинах, піщаних рівнинах та кам'янистих пагорбах, зростаючи на гравійних, жовтих або червоних піщаних ґрунтах або суглинних ґрунтах над латеритом.

## Біоморфологічна характеристика
Це дерево або кущ зазвичай виростає до висоти від 1 до 4 метрів. Має голі гілочки, повстяні в пазухах, де розміщені філодії. Філодії округлі в перерізі й вічнозелені, прямі або злегка вигнуті, жорсткі та сизуваті, мають довжину від 6 до 22 см та діаметр від 1 до 2 мм; вони мають різкий запах і нечітко смугасті. Цвіте з серпня по жовтень жовтими квітками. Прості суцвіття розташовані парами в пазухах листків. Кожен квітковий колос має циліндричну форму з довжиною від 7 до 22 мм та діаметром 7 мм, досить густо вкритий золотистими квітками. Після цвітіння утворюються лінійні стручки, які піднімаються над кожною насіниною та звужуються між нею. Голі стручки можуть мати довжину до 12 см та ширину від 4 до 6 мм. Блискуче темно-коричневе насіння розташоване поздовжньо всередині стручків; воно має еліптичну форму та довжину від 3,5 до 4 мм.